# Liste der Baudenkmäler in Kirchlengern
Die Liste der Baudenkmäler in Kirchlengern enthält die denkmalgeschützten Bauwerke auf dem Gebiet der Gemeinde Kirchlengern im Kreis Herford in Nordrhein-Westfalen (Stand: April 2020). Diese Baudenkmäler sind in der Denkmalliste der Gemeinde Kirchlengern eingetragen; Grundlage für die Aufnahme ist das Denkmalschutzgesetz Nordrhein-Westfalen (DSchG NRW).

| Bild                     | Bezeichnung                                  | Lage                                                                   | Beschreibung | Bauzeit | Eingetragen seit                         | Denkmal- nummer |
| ------------------------ | -------------------------------------------- | ---------------------------------------------------------------------- | ------------ | ------- | ---------------------------------------- | --------------- |
| weitere Bilder           | Herrenhaus                                   | Am Herrenhaus 27 Karte                                                 |              |         | 25.07.1985                               | 1               |
| weitere Bilder           | Wasserburg Oberbehme                         | Herforder Straße 120 Karte                                             |              |         | 31.07.1985                               | 2               |
| weitere Bilder           | Ev. Pfarrkirche Stift Quernheim              | An der Stiftskirche Karte                                              |              |         | 05.08.1985                               | 3               |
| weitere Bilder           | Evangelische Kirche Kirchlengern             | Lübbecker Straße 61 Karte                                              |              |         | 06.08.1985                               | 4               |
| weitere Bilder           | Evangelische Kirche Hagedorn                 | Hagedorner Straße 131 Karte                                            |              |         | 29.04.1986                               | 5               |
| weitere Bilder           | Ehem. Kleinbahngebäude                       | Ravensberger Straße 44 Karte                                           |              |         | 26.06.1986                               | 6               |
| weitere Bilder           | Gedenkstein Schoknecht                       | Rehmerloher Str., links neben Haus Nr. 188 Karte                       |              |         | 26.06.1986                               | 7               |
| weitere Bilder           | Ehem. Amtshaus                               | Neue Straße 4 Karte                                                    |              |         | 30.07.1986                               | 8               |
| Ziegel- und Fachwerkhaus | Ziegel- und Fachwerkhaus                     | In der Lohe 54 Karte                                                   |              |         | 30.07.1986                               | 9               |
| BW                       | Sühnestein                                   | Westl. Hagedorner Straße, im Siek zw. Linathsweg und Haus Nr. 76 Karte |              |         | 30.07.1986                               | 10              |
| weitere Bilder           | Rittergut Steinlacke                         | Steinlacker Weg 29 Karte                                               |              |         | 30.07.1986                               | 11              |
| BW                       | Vierständerhaus von 1870 Gelöscht            | Oberbauerschafter Straße 101 Karte                                     |              |         | 30.07.1986 (Gelöscht)                    | 12              |
| weitere Bilder           | Friedhof Rüter                               | Fichtenweg Karte                                                       |              |         | 31.10.1986                               | 13              |
| weitere Bilder           | Fachwerkfassade                              | Klosterbauerschafter Straße 185 Karte                                  |              |         | 31.10.1986                               | 14              |
| BW                       | Heimstätte Dünne                             | Dünner Straße 51 und 53 Karte                                          |              |         | 31.10.1986                               | 15              |
| BW                       | Fachwerk- und Ziegelhaus                     | Langewand 54 Karte                                                     |              |         | 31.10.1986                               | 16              |
| BW                       | Fachwerkdoppelkotten                         | Häverstraße 169 Karte                                                  |              |         | 31.10.1986                               | 17              |
| weitere Bilder           | Fachwerkhaus                                 | Röthekuhlenweg 3 Karte                                                 |              |         | 31.10.1986                               | 18              |
| BW                       | Fachwerkhaus                                 | Im Bockel 40 Karte                                                     |              |         | 31.10.1986                               | 19              |
| BW                       | Fachwerkhaus                                 | Bohnenstraße 3 Karte                                                   |              |         | 31.10.1986                               | 20              |
| Fachwerkgiebel           | Fachwerkgiebel                               | Häverstraße 188 Karte                                                  |              |         | 22.05.2002                               | 21              |
|                          | Gedenkstein Klus Quernheim                   | Klusbrinkweg                                                           |              |         | 23.03.1987                               | 22              |
| weitere Bilder           | Fachwerkhaus                                 | Ostermeiers Hof 1 Karte                                                |              |         | 23.03.1987                               | 23              |
| weitere Bilder           | Fachwerkhäuser                               | Meierhofstraße 28/30 Karte                                             |              |         | 24.09.1987                               | 24              |
| weitere Bilder           | Ehem. Bahnhof Kirchlengern                   | Bahnhofstraße 11 Karte                                                 |              |         | 22.09.1988                               | 25              |
| weitere Bilder           | Bauernbad Rehmerloh                          | Rehmerloher Str. 47 und 49 Karte                                       |              |         | 17.08.1989                               | 26              |
| Windmühle Cremer         | Windmühle Cremer                             | An der Windmühle 7 Karte                                               |              |         | 26.09.1991                               | 27              |
| BW                       | Fachwerkhaus (Gelöscht)                      | Klinksiekweg 76 Karte                                                  |              |         | (Gelöscht)                               | 28              |
| weitere Bilder           | Feuerwehrgerätehaus Südlengern               | Elsestraße 46 Karte                                                    |              |         | 30.06.1993                               | 29              |
| weitere Bilder           | Ehem. Wasserwerk                             | Schulkamp Karte                                                        |              |         | 05.11.1993                               | 30              |
| weitere Bilder           | Pfarrwitwenhaus                              | An der Stiftskirche 15 Karte                                           |              |         | 14.06.1993                               | 31              |
| BW                       | Nordgiebel                                   | Brandhorststraße 73 Karte                                              |              |         | 07.11.1994                               | 32              |
| weitere Bilder           | Zweiständerhaus                              | Schloßstraße 59 Karte                                                  |              |         | 09.03.1995                               | 33              |
| Heuerlingsfachwerkhaus   | Heuerlingsfachwerkhaus                       | Langewand 81 Karte                                                     |              |         | 09.03.1995                               | 34              |
|                          | Kreisgrenzstein                              | B 239 zu Hüllhorst                                                     |              |         | 12.11.1998                               | 35.1            |
|                          | Kreisgrenzstein (Gelöscht)                   |                                                                        |              |         | 12.11.1998 (Entwendet, Eintrag gelöscht) | 35.2            |
|                          | Kreisgrenzstein                              | L 774, zu Huchzen                                                      |              |         | 12.11.1998                               | 35.3            |
| BW                       | Fachwerkhaus                                 | Linathsweg 26 Karte                                                    |              |         | 26.10.1998                               | 36              |
| BW                       | Ehemalige Villa Heinecke (Zigarrenfabrikant) | Fiemerstraße 9 Karte                                                   |              |         | 30.05.2016                               | 37              |
| BW                       | Alte Schule Rehmerloh                        | Rehmerloher Straße 119 Karte                                           |              |         | 18.02.2020                               | 38              |